# یایا دیسا
یایا دیسا (انگلیسی: Yaya Dissa؛ زادهٔ ۱۸ سپتامبر ۱۹۷۵) بازیکن فوتبال اهل مالی بود.
از باشگاه‌هایی که در آن بازی کرده است می‌توان به باشگاه ورزشی جولیبا و باشگاه فوتبال الشباب عربستان سعودی اشاره کرد.
وی همچنین در تیم ملی فوتبال مالی بازی کرده است.